# 붓다고사

붓다고사(산스크리트어: बुद्धघोष)는 중부 인도 부다가야 지방 사람으로 430년경 실론에 건너간 상좌부 불교 계통의 불교학자이다. 일설에 의하면 브라만 출신이라고 하며, 불교에 귀의하여 삼장(三藏)을 배웠다고 한다. 
실론에 건너간 후 대사(大寺)에 거주하면서 그 절에 소장되어 있는 성전을 팔리어로 번역하기를 힘쓰고 또한 팔리어 삼장에 대한 주해를 완성하였다. 
만년의 활동에 대하여는 알려지지 않았으나 인도에 돌아왔다고도 하고, 미얀마로 갔다고 전해진다. 현대 스리랑카 불교 형태는 이러한 교학자(敎學者)들에 의하여 대략 형성되었다. 청정도론(위숫디막가)의 저자로서 유명하다.

## 영향
12세기에 스리랑카(싱할라) 승려 사리풋타 테라(Sāriputta Thera)는 파라크라마바후 1세(King Parakramabahu I)에 의해 스리랑카(싱할라) 수도원 공동체가 통일된 후 상좌부(Theravada)의 주요 학자가 되었다. 사리뿟따는 붓다고사의 많은 작품을 자신의 해석에 통합했다. 이후 몇 년 동안 동남아시아의 많은 승려들은 교리적 순수성과 학문에 대한 스리랑카(신할라) 마하비하라 혈통의 명성 때문에 스리랑카에서 서품 또는 재서품을 모색했다. 그 결과 마하비하라 전통(따라서 붓다고사)의 가르침이 테라바다 세계 전역에 퍼졌다. 이에 따라 붓다고사의 주석은 상좌부 경전을 이해하는 표준 방법이 되었으며, 부다고사는 상좌부 교리의 최종 해석자로 확립되었다.
마리아 하임에 따르면 붓다고사는 "불교 역사상 가장 위대한 정신 중 한 사람"이며, 영국 철학자 조나단 가네리는 붓다고사를 "진정한 혁신가, 개척자, 창조적 사상가"로 간주한다. 그러나 그에 따르면 붓다고사는 힌두교 사상의 영향을 받았고, 청정도론에 대한 무비판적인 존경은 진정한 불교의 실천을 방해하기까지 했다.

## 같이 보기
- 청정도론